# Ballbreaker
Ballbreaker è il tredicesimo album in studio degli AC/DC, pubblicato il 26 Settembre 1995 e prodotto da Rick Rubin.
I tre singoli che vennero estratti da quest'album sono Hard as a Rock, Cover You in Oil e Hail Caesar. Ballbreaker è il primo disco della band dopo 5 anni, e vede l'avvicendamento tra Chris Slade e Phil Rudd alla batteria, che torna dopo i seri diverbi avuti con Malcolm Young nel 1983.
L'album raggiunse la prima posizione in Svizzera, Svezia, Finlandia ed Australia, la seconda in Austria e Nuova Zelanda, la quarta in Norvegia, Germania e nella Billboard 200 e la sesta nella Official Albums Chart.

## Tracce
Testi di Malcolm Young e Angus Young.
1. Hard as a Rock – 4:30
2. Cover You in Oil – 4:32
3. The Furor – 4:10
4. Boogie Man – 4:06
5. The Honey Roll – 5:34
6. Burnin' Alive – 5:05
7. Hail Caesar – 5:14
8. Love Bomb – 3:13
9. Caught With Your Pants Down – 4:14
10. Whiskey on the Rocks – 4:34
11. Ballbreaker – 4:32

## Formazione
- Brian Johnson - voce
- Angus Young - chitarra solista
- Malcolm Young - chitarra ritmica
- Cliff Williams - basso
- Phil Rudd - batteria

## Classifiche
| Classifica (1995) | Posizione massima |
| ----------------- | ----------------- |
| Australia         | 1                 |
| Austria           | 2                 |
| Belgio (Fiandre)  | 11                |
| Belgio (Vallonia) | 3                 |
| Canada            | 4                 |
| Finlandia         | 1                 |
| Francia           | 2                 |
| Germania          | 4                 |
| Italia            | 8                 |
| Norvegia          | 4                 |
| Nuova Zelanda     | 2                 |
| Paesi Bassi       | 28                |
| Regno Unito       | 6                 |
| Stati Uniti       | 4                 |
| Svezia            | 1                 |
| Svizzera          | 1                 |